# Бульгарограссо
Бульгарограссо, Бульґароґрассо (італ. Bulgarograsso) — муніципалітет в Італії, у регіоні Ломбардія, провінція Комо.
Бульгарограссо розташоване на відстані близько 520 км на північний захід від Рима, 36 км на північний захід від Мілана, 10 км на південний захід від Комо.
Населення — 3946 осіб (2014).
Щорічний фестиваль відбувається 5 лютого, 26 липня. Покровитель — Sant'Agata.

## Демографія
Населення за роками:

Станом на 1 січня 2023 року в муніципалітеті офіційно проживали 224 іноземці з 40 країн, серед них 30 громадян країн Євросоюзу та 6 громадян України.

## Сусідні муніципалітети
- Апп'яно-Джентіле
- Кассіна-Риццарді
- Гуанцате
- Лурате-Каччивіо
- Вілла-Гуардія